# Formica latinodosa
Espèce
Formica latinodosa est une espèce fossile de fourmis du genre Formica dans la tribu des Formicini.

## Classification
L'espèce Formica latinodosa est décrite en 1937 par le paléontologue français Nicolas Théobald (1903-1981) dans sa thèse,. 

### Fossiles
L'holotype Am9 ♂, de l'ère Cénozoïque, et de l'époque Stampien (33,9 à 28,1 Ma.) vient des collections du Muséum national d'histoire naturelle de Paris et du gypse d'Aix-en-Provence.

### Étymologie
L'épithète spécifique latinodosa signifie en latin « une dose de latin ».

## Description

### Caractères
La diagnose de Nicolas Théobald en 1937, : Pour l'holotype mâle Am9 

« Un exemplaire noirâtre à ailes transparentes. Tête arrondie, un peu plus large que longue; yeux de forme ovale et de grande taille, ♂; antennes coudées, insérées en avant des yeux; scape allongé, funicule filiforme, 11 articles, dont le dernier est un peu plus long. thorax ovale. Pétiole court, gros, formé d'un seul segment renflé. abdomen ovoïde, court, segementation effacée. pattes brunes, cuisses fotes; tibia I conservé, allongé. Ailes transparentes; une cellule discoïdale et une cellule cubitale fermée; stigma noir, court. ».

### Dimensions
La longueur totale est de 8,5 mm.

### Affinités
« Appartient certainement au groupe des Formica. Serait assez voisin de F. strangulata Wheeler de l'ambre de la Baltique. Mais on ne connait de cette espèce que les ♀, aussi n'oserais-je pas affirmer l'identité. ».

## Galerie
- Quelques images de l'espèce vivante Formica rufa.
- Formica rufa, ouvrière
- Formica rufa, ouvrière
- Formica rufa, ouvrière
- Formica rufa fourmilière
- Ouvrières dans leur fourmilière
- Ouvrière, sur mûrier
- Ouvrières, sur mûrier
- Ouvrières transportant un ver
- Dôme construit contre un tronc d'arbre

### Publication originale
- [1937] Nicolas Théobald, « Les insectes fossiles des terrains oligocènes de France 473 p., 17 fig., 7 cartes,13 tables, 29 planches hors texte », Bulletin Mensuel de la Société des Sciences de Nancy et Mémoires de la Société des sciences de Nancy, Imprimerie G. Thomas,‎ 1937, p. 1-473 (ISSN 1155-1119 et 2263-6439, OCLC 786027547). .